# Axine hyporamphi
Axine hyporamphi är en plattmaskart. Axine hyporamphi ingår i släktet Axine och familjen Axinidae. Inga underarter finns listade i Catalogue of Life.